# Palm Desert Greens Country Club
Palm Desert Greens Country Club är ett så kallat "grindsamhälle" för personer över 55 år i Palm Desert, Riverside County, Kalifornien, USA drygt 15 km sydöst om Palm Springs i Coachella Valley. På denna country club (endast öppen för medlemmar och deras gäster) finns en artonhåls golfbana, ett klubbhus med restaurang , tre större swimmingpooler och närmare 2 000 enfamiljshus som bebos hela eller delar av året. Drygt 1 % av husen bebos av svenskar, de flesta av dem har flyttat till Palm Desert från Los Angeles-området.   